# Марсилио Фичино
Марсилио Фичино (на италиански: Marsilio Ficino; на латински: Marsilius Ficinus) е италиански философ, теолог, астролог, един от най-влиятелните мислители на Италианския ренесанс. Възобновява Платоновата академия и неоплатонизма.

## Биография
Роден е на 19 октомври 1433 г. във Филине Валдарно, селище край Флоренция. Баща му е личен лекар на Козимо де Медичи.
Учи гръцки и латински език, философия и медицина във Флорентинския университет под патронажа на Козимо де Медичи. Двамата дават началото на Флорентинската Платонова академия, като възраждат интереса към философията на платонизма и неоплатонизма. По-късно Фичино става възпитател на внука на Козимо Лоренцо де Медичи.
Умира на 1 октомври 1499 г. във Вилата на Медичите в Кареджи близо до Флоренция на 65-годишна възраст. Погребан е във Флорентинската катедрала.

## Творчество
Марсилио Фичино е автор на много произведения върху платонизма, неоплатонизма, астрологията, магията, медицината и др. Превежда на латински Платон, Плотин, Порфирий, Ямблих, Прокъл, Дионисий Ареопагит, Михаил Псел, както и херметическите текстове от Corpus Hermeticum, свързани с Хермес Трисмегист, Орфическите химни, свързани с Орфей, Халдейските оракули, свързани със Заратустра, съчинения на питагорейците и др.
С преводаческото си и авторско творчество Фичино е една от водещите фигури в Ренесансовия хуманизъм. В своите идеи той се опитва да обедини древните традиции на питагорейството, платонизма, неоплатонизма, херметизма с християнството. Негов приятел и ученик е Джовани Пико дела Мирандола. Влиянието на Фичино се среща в творчеството на Хайнрих Корнелий Агрипа, Джон Дий, Джордано Бруно и др.

## Съчинения
- „За свещената лудост“, 1457 („De furore divino“)
- „За любовта“ (коментар върху Платоновия „Пир“), 1469 („De amore“)
- „За щастието“, 1474 („Epistola de felicitate“)
- „Пет ключа към Платоновата мъдрост“, 1474 („Quinque claves Platonicae sapientiae“)
- „Компендиум на Платоновата теология“, 1474 („Compendium Platonicae theologiae“)
- „Платоновата теология, за безсмъртието на душите“, 1474 („Theologia platonica de immortalitate animarum“) – Платоновата теология, Книга XVI, Глава 1 – 7.[неработеща препратка] в сп. Philosophia Архив на оригинала от 2016-10-30 в Wayback Machine.
- „За християнската религия“, 1476 („De religione Christiana“)
- „За отнасянето на апостол Павел на седмото небе“, 1476 („De raptu Pauli“)
- „Възхвала на философията“, 1477 („De laudimus philosophiae“)
- „Против присъдата на астролозите“, 1477 („Disputatio contra iudicium astrologorum“)
- „Орфическо сравнение на Слънцето към Бога“, 1479 („Orphica comparatio Solis ad Deum“)
- „Съвети срещу чумата“, 1481 („Consiglio contro la pestilenza“)
- „Съгласуване на Мойсей и Платон“, 1781 („Concordia Mosis et Platonis“)
- „Потвърждение на християнството от Сократовото учение“, 1481 („Confirmatio Christianorum per Socratica“)
- „Три книги за живота“, 1489 („De vita libri tres“)
- „Коментари към посланията на апостол Павел“, 1491 („In Epistolas Pauli commentaria“)
- „За светлината“, 1492 („De lumine“)
- „За Слънцето“, 1494 („De Sole“)